# Казе Полит (Тревизо)
Казе Полит је насеље у Италији у округу Тревизо, региону Венето.
Према процени из 2011. у насељу је живело 36 становника. Насеље се налази на надморској висини од 349 м.